# Anarta acadiensis
Anarta acadiensis är en fjärilsart som beskrevs av Bethune 1869. Anarta acadiensis ingår i släktet Anarta och familjen nattflyn. Inga underarter finns listade i Catalogue of Life.